# 崔美善
崔 美善（チェ・ミソン、朝鮮語: 최미선、1996年7月1日 - ）は、大韓民国のアーチェリー選手。
全羅南道務安郡一老邑支壮里で、父、チェ・ボニョンと母、オ・ヨンエとの間に3男1女の末子として生まれた。
11歳でアーチェリーを始め、2016年リオデジャネイロオリンピックのアーチェリーの女子団体戦にて張恵珍と奇甫倍とともに金メダルを獲得した。

## 学歴
- 一老初等学校 卒業
- 全南体育中学校 卒業
- 全南体育高等学校 卒業
- 光州女子大学校 洋弓（アーチェリー）部 初等特殊教育学 在学

## ウェブリンク
- 崔美善 (@choi______m) - Instagram
- 崔美善 - 世界アーチェリー連盟
- 崔美善 - Sports Reference